# Titularbistum Coela
Coela (lateinisch; italienisch Cela) ist ein Titularbistum der römisch-katholischen Kirche.
Es geht zurück auf ein ehemaliges Bistum in der römischen Provinz Thracia bzw. Europa im europäischen Teil der Türkei. Es gehörte der Kirchenprovinz Herakleia Sintike an.
| Titularbischöfe von Coela |                              |                                           |                   |                  |
| Nr.                       | Name                         | Amt                                       | von               | bis              |
| 1                         | Joseph Walsh                 | Weihbischof in Tuam (Irland)              | 16. Dezember 1937 | 16. Januar 1940  |
| 2                         | George Joseph Donnelly       | Weihbischof in Saint Louis (USA)          | 19. März 1940     | 9. November 1946 |
| 3                         | Cândido Bento Maria Penso OP | Prälat von Bananal (Brasilien)            | 19. Juni 1947     | 17. Januar 1957  |
| 4                         | Francesco Ricceri            | Prälat von Santa Lucia del Mela (Italien) | 16. März 1957     | 15. Mai 1961     |
| 5                         | João Batista Marchesi SDB    | Koadjutorprälat von Rio Negro (Brasilien) | 21. Mai 1962      | 3. Juni 1980     |